# Mar de Cristal (metropolitana di Madrid)
Mar de Cristal è una stazione delle linee 4 e 8 della metropolitana di Madrid.
Si trova sotto alla Glorieta del Mar de Cristal, nel distretto di Hortaleza. Nei pressi della stazione si trova il centro commerciale La Gran Vía de Hortaleza.

## Storia
La stazione fu inaugurata il 27 aprile del 1998, quando la linea venne ampliata dalla stazione di Esperanza a quella di Mar de Cristal. È stata capolinea della linea fino al 15 dicembre 1998, quando la linea venne ulteriormente ampliata fino alla stazione di Parque de Santa María.
Il 24 giugno 1998 furono aperti anche i binari della linea 8 che, in quel momento, funzionava come un tratto autonomo della linea 4 che collegava Mar de Cristal con Feria de Madrid. Dal 21 maggio 2002 non è più capolinea della linea 8 dato che questa viene ampliata fino a Nuevos Ministerios.

## Accessi
Vestibolo Mar de Cristal
- Arequipa: Calle de los Emigrantes s/n (angolo con Calle de Arequipa)
- Gta. Mar de Cristal: Glorieta del Mar de Cristal - Centro Commerciale
- Mar Adriático: Calle del Mar Adriático s/n (angolo con Calle de Ayacucho)
- Ascensor: Calle de los Emigrantes s/n (angolo con Calle de Arequipa)